# Józef Billewicz
Józef Billewicz (zm. 1850) – marszałek szlachty powiatu rosieńskiego (Żmudź).
Syn Mateusza Billewicza herbu Mogiła i pisarzówny litewskiej Anny Eugenii Łopacińskiej herbu Lubicz (1753–1789), horodniczy (w 1766) i wojski (w 1789) żmudzki, rosieński komisarz cywilno-wojskowy podziału Księstwa Żmudzkiego (1790), konsyliarz konfederacji targowickiej (1792), poseł na sejm grodzieński (1793) z Księstwa Żmudzkiego, prezydent sądu granicznego powiatu rosieńskiego (1795), podkomorzy powiatu rosieńskiego (1800).
Zgromadzenie obywateli Rosienia 15 sierpnia 1812 wybrało go deputowanym do Konfederacji Generalnej Królestwa Polskiego, później został marszałkiem szlachty w powiecie rosieńskim.
Mistrz katedry loży wolnomularskiej "Palemon" (1820-21) i honorowy członek lóż wileńskich: "Doskonała Jedność" i "Dobry Pasterz". W maju 1821 przyjęty do  Towarzystwa Patriotycznego podczas spotkania Towarzystwa w Zakrecie (obecnie dzielnica Wilna).
Ożenił się z Anną Szemiotówną, mieli dwie córki: Urszulę (późniejszą żonę Ludwika Piłsudskiego h. Kościesza) i Kunegundę (późniejszą żonę Ezechiela Staniewicza); po jego śmierci majątek Billewicze (dzisiejsza wieś Biliūnai) przeszedł w ręce Piłsudskich.

## Źródło
- Henryk Stanisław Mościcki: Polski Słownik Biograficzny. T. 2: Beyzym Jan – Brownsfors Marja. Kraków: Polska Akademia Umiejętności, 1936, s. 100.